# Binowo
Binowo (deutsch Binow) ist ein Dorf in der polnischen Woiwodschaft Westpommern. Es gehört zur Gmina Stare Czarnowo (Gemeinde Neumark) im Powiat Gryfiński (Greifenhagener Kreis).

## Geographische Lage
Das Dorf liegt in Hinterpommern, etwa 15 km südöstlich der Stadtmitte von Stettin, 13 km nordöstlich von Gryfino (Greifenhagen) und knapp 10 km östlich der Oder, inmitten des Stettiner Landschaftsschutzparks Buchheide.

## Geschichte

Binow südsüdöstlich des Stettiner Haffs, südlich der Stadt Altdamm (Damme) und westlich des Madüsees (Madui Lacus) und des Klosters Kolbatz auf der Lubinschen Karte von 1618 (Ausschnitt)

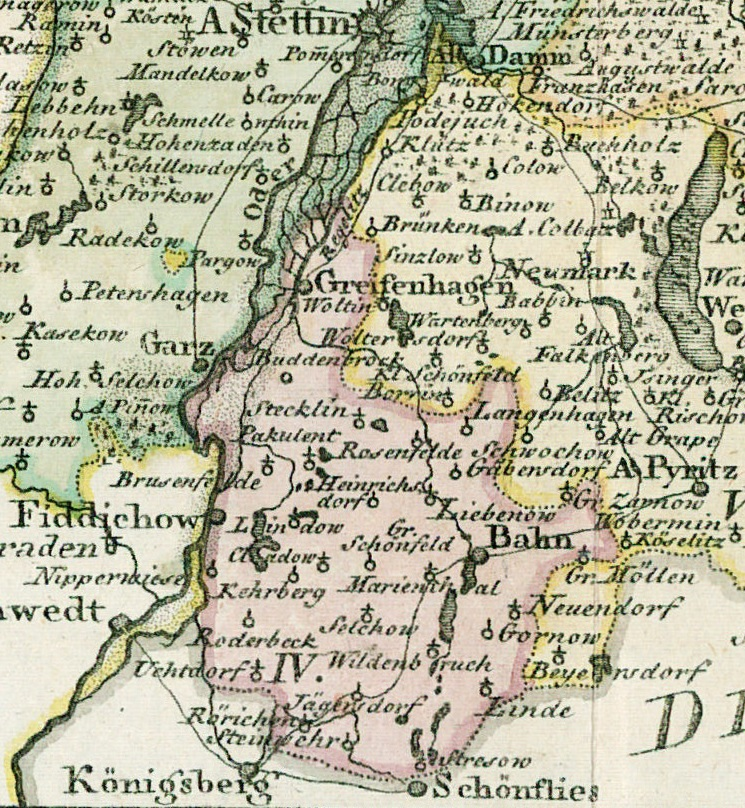
Kirchdorf Binow nordöstlich von Greifenhagen auf einer Landkarte vom Ende des 18. Jahrhunderts

Das Dorf wurde im Herzogtum Pommern als „Binowe“ erstmals im Jahre 1234 urkundlich genannt. Damals hatte sich der Edle Swantibor mit dem Kloster Kolbatz über die Grenzen ihrer Gebiete geeinigt. Ferner kommt das Dorf als „Bynow“ in einer angeblichen Besitzbestätigung für das Kloster von 1226 vor, die aber als unecht erkannt ist. Im Jahre 1255 schließlich war Binow an das Kloster gekommen. Im Jahre 1278 verlieh Herzog Barnim I. die Bede aus dem Dorf dem Klosterhospital und gewährte dem Kloster Abgabenfreiheit für das Dorf. 
Binow war – jedenfalls seit 1302, als erstmals ein Pfarrer genannt wurde – ein Kirchdorf. Gegen Ende des Mittelalters zogen eine bei der Kirche gelegene Kapelle mit einem Marienbild und eine angeblich wunderkräftige Quelle Pilger an. Mit der Reformation wurden die Wallfahrten eingestellt; die Quelle wurde aber bis jedenfalls ins 18. Jahrhundert weiterhin von Kranken besucht. 
Binow bildete bis 1945 eine Landgemeinde im Landkreis Greifenhagen der preußischen Provinz Pommern des Deutschen Reichs. Das Dorf war dem Amtsbezirk Sinzlow zugeordnet. Neben Binow bestanden in der Gemeinde die Wohnplätze Am Petzniksee, Barnimshof, Binower Sand, Binower See, Binower Spitze, Fliederbruch, Forsthaus Fliederbruch, Forsthaus Wittstock, Karlsberg, Louisenhof und Wittstock. Die Gemeinde zählte im Jahre 1925 586 Einwohner, im Jahre 1939 604 Einwohner. 
1945 wurde Binow, wie ganz Hinterpommern mit Ausschluss militärischer Sperrgebiete seitens der sowjetischen Besatzungsmacht der Volksrepublik Polen zur Verwaltung überlassen. Die einheimische Bevölkerung wurde anschließend von der polnischen Administration vertrieben. Der Ortsname wurde zu „Binowo“ polonisiert.

### Demographie
| Jahr | Einwohner | Anmerkungen                                                                                        |
| ---- | --------- | -------------------------------------------------------------------------------------------------- |
| 1772 | –         | 38 Feuerstellen (Haushaltungen)                                                                    |
| 1818 | 294       | auch Bienow, Dorf mit Mutterkirche                                                                 |
| 1852 | 557       | [ 8 ]                                                                                              |
| 1864 | 791       | am 3. Dezember, davon im Gemeindebezirk auf einer Gemarkungsfläche von 4221 Morgen                 |
| 1867 | 817       | am 3. Dezember                                                                                     |
| 1871 | 775       | am 1. Dezember, in 82 Wohngebäuden; davon 770 Evangelische, zwei Katholiken und drei Juden         |
| 1910 | 491       | am 1. Dezember                                                                                     |
| 1925 | 586       | in 147 Haushaltungen; davon 568 Evangelische, 17 Katholiken und eine Person unbekannter Konfession |
| 1933 | 564       | [ 13 ]                                                                                             |
| 1939 | 604       | [ 13 ]                                                                                             |